# Бжеще
Бжеще (пол. Brzeszcze) — город на юге Польши, входит в Малопольское воеводство, Освенцимский повет. Имеет статус городско-сельской гмины. Занимает площадь 19,17 км². Население — 11 192 человек (на 31 декабря 2019 года).

## Топонимика
В средневековых источниках упоминается как Бреще и Бресте. По мнению лингвистов, название города происходит от праславянского берстье, то есть Берестового леса, состоящего из бересты.
В документе о продаже Освенцимского княжества польской короне, опубликованном 21 февраля 1457 года, деревня упоминается как Брест.
Название местности в нынешнем виде упоминает в 1470-1480 годах Ян Длугош в своем труде "Бесплатные льготы Краковской епархии".

## География
Город Бжеще находится в Северном Прикарпатье, освенцимской котловине, на реке Висле, в западной части Малопольского воеводства. Рельеф местности равномерный, равнинный. В геологическом отношении это Верхнесилезская угольная впадина. В 50 километрах от города находится бывший пограничный переход в Тешине, а столица воеводства, Краков, находится в 65 километрах отсюда.
Ландшафт города претерпел серьезные изменения после строительства шахты в начале XX века. Несмотря на это, удалось сохранить в первозданном виде ряд комплексов и дубовые аллеи, ведущие в старые особняки.

## История
Легенды гласят, что поселение существовало ещё в XIII веке, однако его развитие было задержано нашествием монголов в 1241 году. Первое упоминание о поселении относится к 1438 году.
В 1772 году в результате раздела территории Польши Бжеще был присоединен к Австрии. Экономический застой и так называемая "Галицкая бедность" отрицательно сказались на социально-экономической жизни в местности.
Ко второй половине XIX века в деревне было 226 домов. По данным австрийской переписи населения 1900 года в 224 зданиях на площади 1766 га проживало 1402 человека (плотность населения 79,4 чел./км2), из которых 1391 (99,2%) было католиками, 1386 (98,9%) человек было польско-, 8 (0,6%) немецко-говорящих.
Строительство угольной шахты в 1904 способствовало развитию местности. Строились новые поселения, была основана народная школа. В 1909 году начал работу Власянский театр.
В 1914 году было создано отделение уездного Национального комитета, организовавшее вербовку в польские легионы. Из Бжеще отправились 75 добровольцев.
В межвоенный период здесь действовало около 20 организаций: Союз легионеров, Стрелковый союз, Лига противовоздушной обороны. В 1937 году на угольной шахте произошла двухдневная забастовка.
Немецкие оккупационные власти переименовали местность в Колендорф. Местное население привлекалось к оказанию помощи заключенным, здесь действовали структуры Крайовой Армии, крестьянских батальонов, народной гвардии.
27 января 1945 года Бжеще был освобожден советскими войсками.
В июле 1962 года Бжеще были присвоены городские права, а в 1967 году он получил Крест Грюнвальда III класса за оказание помощи заключенным во время Второй мировой войны. Было построено два кинотеатра, культурный центр, несколько школ и детских садов, а также начал приобретать значение местный спортивный клуб "Шахтер".
С 21 апреля 2008 года городом-партнером Бжеще является итальянский город Лонда.

## Экономика
На территории города с 1907 года действует одно крупное промышленное предприятие: угольная шахта "Бжеще".

## Образование
Старейшим образовательным учреждением на территории города является Школа № 1, действующая с 1857 года, а крупнейшим — Школа № 2 им. Николая Коперника, функционирующая с 1 октября 1962 года. Реформа в области образования (1999 год) привела к ликвидации действующей на территории города Школы им. заключённых Освенцима (1969 год), на её месте появилась Гимназия № 2.

## Культура
Первой организацией на территории тогдашнейго поселения был сельскохозяйственный кружок, основанный 11 мая 1884 года по инициативе пастора с целью сотрудничества с местными фермерами.

## Спорт
Спортивный клуб "Шахтер" был основан в 1922 году, но выступал под разными названиями.
В городе был организован чемпионат Европы по велопробегу, проходил польский чемпионат по полумарафону. С 2010 года в конце августа-начале сентября на территории города и муниципалитета проводится ежегодный забег на 15 км.

## Достопримечательности
Одним из старейших памятников считается церковь св. Урбана XIX века (1874-й год), возведенная в стиле необарокко.
Кроме церкви, в городе также сохранились австрийский пограничный столб XVIII века, ряд придорожных часовен XIX века, остатки деревянной церкви св. Отилия XVI века, сожженной в 1655 году шведами.

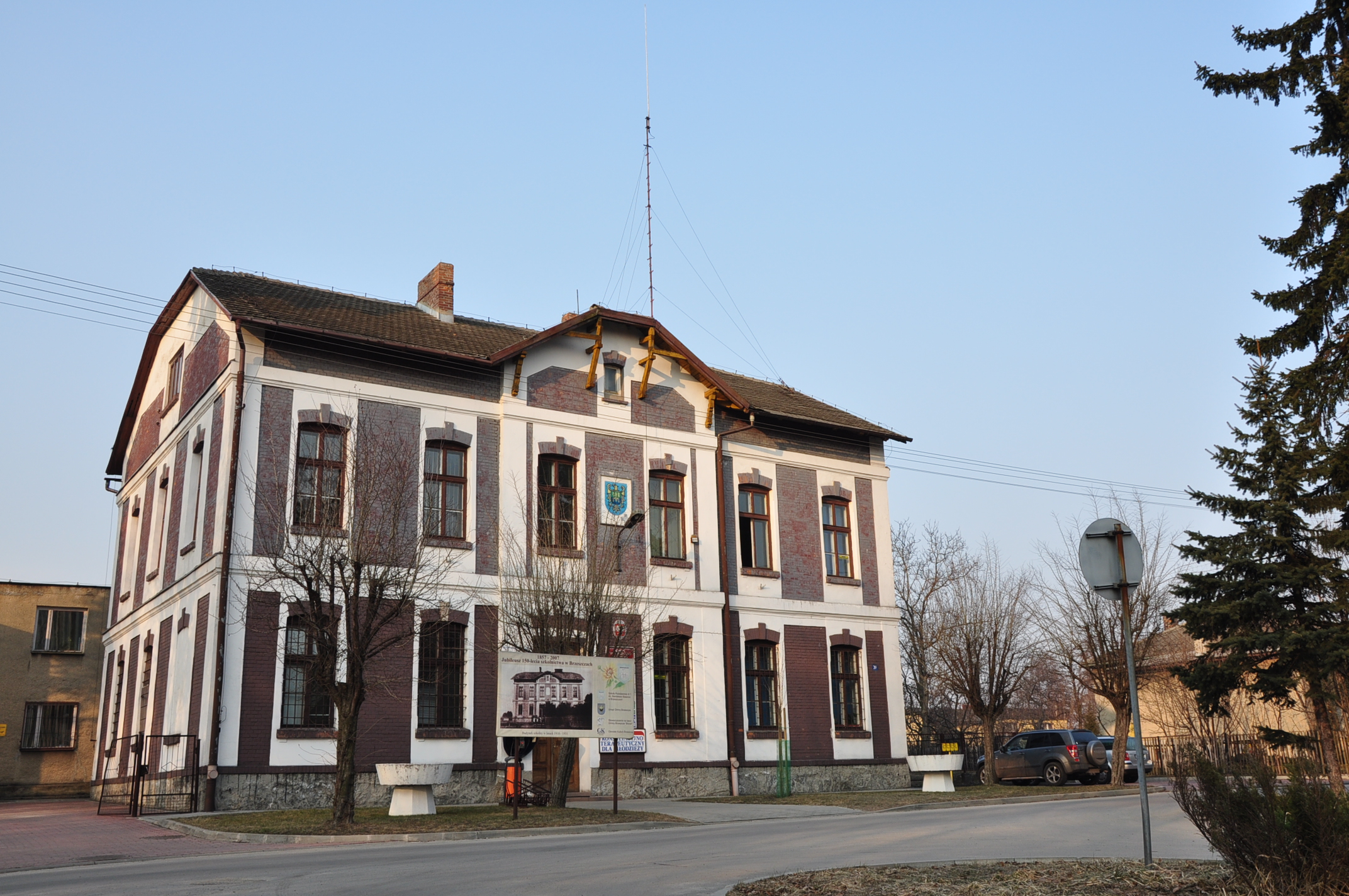
Ратуша
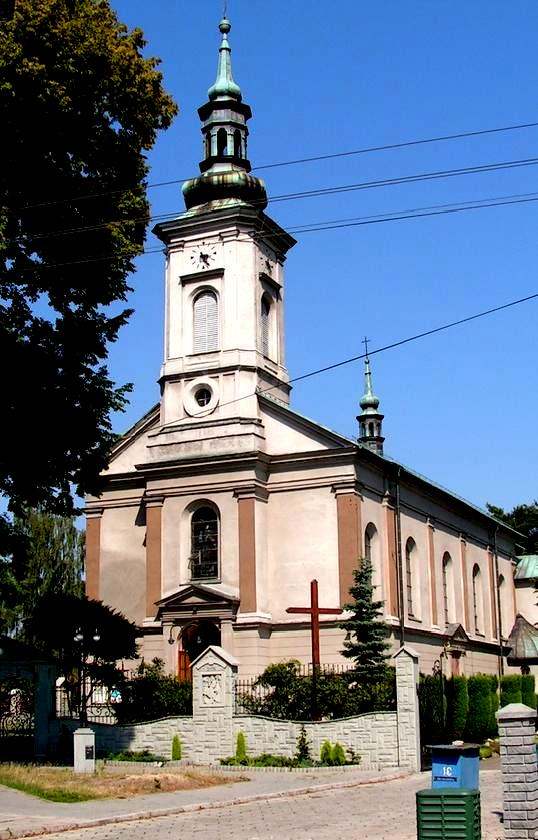
Церковь Св. Урбана
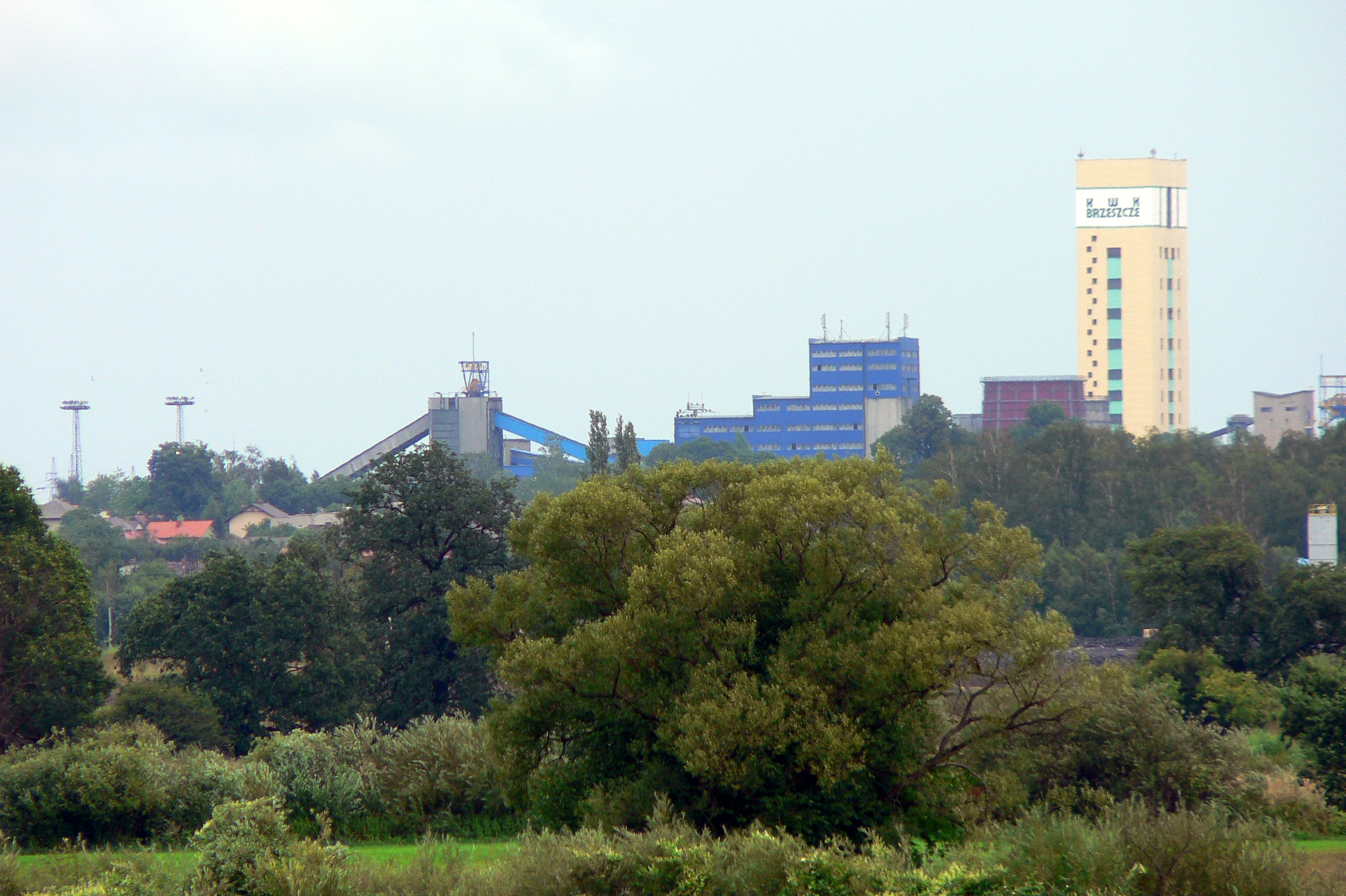
Угольные шахты